# Cahagnolles
Cahagnolles és un municipi francès situat al departament de Calvados i a la regió de Normandia. L'any 2007 tenia 215 habitants.

## Demografia

### Població
El 2007 la població de fet de Cahagnolles era de 215 persones. Hi havia 80 famílies de les quals 16 eren unipersonals (4 homes vivint sols i 12 dones vivint soles), 32 parelles sense fills i 32 parelles amb fills.
La població ha evolucionat segons el següent gràfic:
Habitants censats

### Habitatges
El 2007 hi havia 98 habitatges, 81 eren l'habitatge principal de la família, 13 eren segones residències i 4 estaven desocupats. Tots els 95 habitatges eren cases. Dels 81 habitatges principals, 70 estaven ocupats pels seus propietaris, 8 estaven llogats i ocupats pels llogaters i 3 estaven cedits a títol gratuït; 9 tenien tres cambres, 14 en tenien quatre i 58 en tenien cinc o més. 67 habitatges disposaven pel capbaix d'una plaça de pàrquing. A 25 habitatges hi havia un automòbil i a 49 n'hi havia dos o més.

### Piràmide de població
La piràmide de població per edats i sexe el 2009 era:
| Homes | Edats   | Dones |
| ----- | ------- | ----- |
| 0     | 95 o +  | 0     |
| 0     | 90 a 94 | 0     |
| 0     | 85 a 89 | 0     |
| 0     | 80 a 84 | 0     |
| 4     | 75 a 79 | 4     |
| 8     | 70 a 74 | 8     |
| 0     | 65 a 69 | 0     |
| 4     | 60 a 64 | 4     |
| 4     | 55 a 59 | 0     |
| 4     | 50 a 54 | 16    |
| 16    | 45 a 49 | 4     |
| 8     | 40 a 44 | 12    |
| 4     | 35 a 39 | 4     |
| 12    | 30 a 34 | 8     |
| 0     | 25 a 29 | 4     |
| 4     | 20 a 24 | 4     |
| 12    | 15 a 19 | 8     |
| 0     | 10 a 14 | 4     |
| 4     | 5 a 9   | 0     |
| 8     | 0 a 4   | 0     |

## Economia
El 2007 la població en edat de treballar era de 138 persones, 107 eren actives i 31 eren inactives. De les 107 persones actives 96 estaven ocupades (62 homes i 34 dones) i 11 estaven aturades (4 homes i 7 dones). De les 31 persones inactives 10 estaven jubilades, 6 estaven estudiant i 15 estaven classificades com a «altres inactius».

### Ingressos
El 2009 a Cahagnolles hi havia 86 unitats fiscals que integraven 238 persones, la mediana anual d'ingressos fiscals per persona era de 16.122 €.

### Activitats econòmiques
Dels 7 establiments que hi havia el 2007, 1 era d'una empresa alimentària, 3 d'empreses de comerç i reparació d'automòbils, 2 d'empreses d'hostatgeria i restauració i 1 d'una empresa classificada com a «altres activitats de serveis».
Dels 3 establiments comercials que hi havia el 2009, 1 era una fleca, 1 una botiga d'electrodomèstics i 1 una botiga de material de revestiment de parets i terra.
L'any 2000 a Cahagnolles hi havia 18 explotacions agrícoles que ocupaven un total de 511 hectàrees.

## Poblacions més properes
El següent diagrama mostra les poblacions més properes.